# Falange Espanhola das Juntas de Ofensiva Nacional Sindicalista
A Falange Española de las Juntas de Ofensiva Nacional Sindicalista (FE de las JONS) (Português: Falange Espanhola das Juntas de Ofensiva Nacional Sindicalista) foi um partido político nacional sindicalista fundado em 1934 como fusão da Falange Espanhola e das Juntas de Ofensiva Nacional-Sindicalista. A Falange Española de las JONS deixou de existir como tal quando, durante a Guerra Civil, o General Francisco Franco fundiu-a com a Comunhão Tradicionalista em Abril de 1937 para formar a denominada Falange Española Tradicionalista y de las JONS, que se tornou o único partido legal em Espanha até sua dissolução em 1977.

## História

### História antiga
Em 1934, a Falange Española fundiu-se com as Juntas de Ofensiva Nacional-Sindicalista de Onésimo Redondo e Ramiro Ledesma, tornando-se a Falange Española de las Juntas de Ofensiva Nacional Sindicalista.
A direção do partido foi inicialmente organizada como um triunvirato formado por Ramiro Ledesma, Ruiz de Alda e José António Primo de Rivera, enquanto o cargo de secretário geral secundário foi dado a Raimundo Fernández-Cuesta. O partido atraiu um número considerável de proeminentes intelectuais, entre eles Pedro Mourlane Michelena, Rafael Sánchez Mazas, Ernesto Giménez Caballero, Eugenio Montes, José María Alfaro, Agustín de Foxa, Luís Santa Marina, Samuel Ros, Jacinto Miquelarena e Dionísio Ridruejo.
Sendo um partido um pouco ecumênico, Martin Blinkhorn reconheceu pelo menos quatro diferentes vertentes ideológicas dentro da Falange desde a fusão até a expulsão de Ledesma: o conservadorismo defendido por monarquistas como Francisco Moreno Herrera, marquês da Eliseda, o catolicismo autoritário de Onésimo Redondo, o sindicalismo nacional radical (e anti-clerical) de Ramiro Ledesma e o distintivo regeneracionismo elitista de José António Primo de Rivera.
Em Outubro de 1934, a direção unificou-se sob o comando de um Jefe Nacional (Chefe Nacional) na pessoa de José António e desenvolveu o programa político conhecido como "os 27 Pontos".
Em Novembro de 1934, o marquês da Eliseda, que era um financiador do partido, deixou a Falange por discordar das propostas do partido em relação às relações entre Estado e Igreja, que ele considerava "francamente heréticas". A sus saida deixou o partido sem a sua principal receita financeira e aparelho de propaganda. 

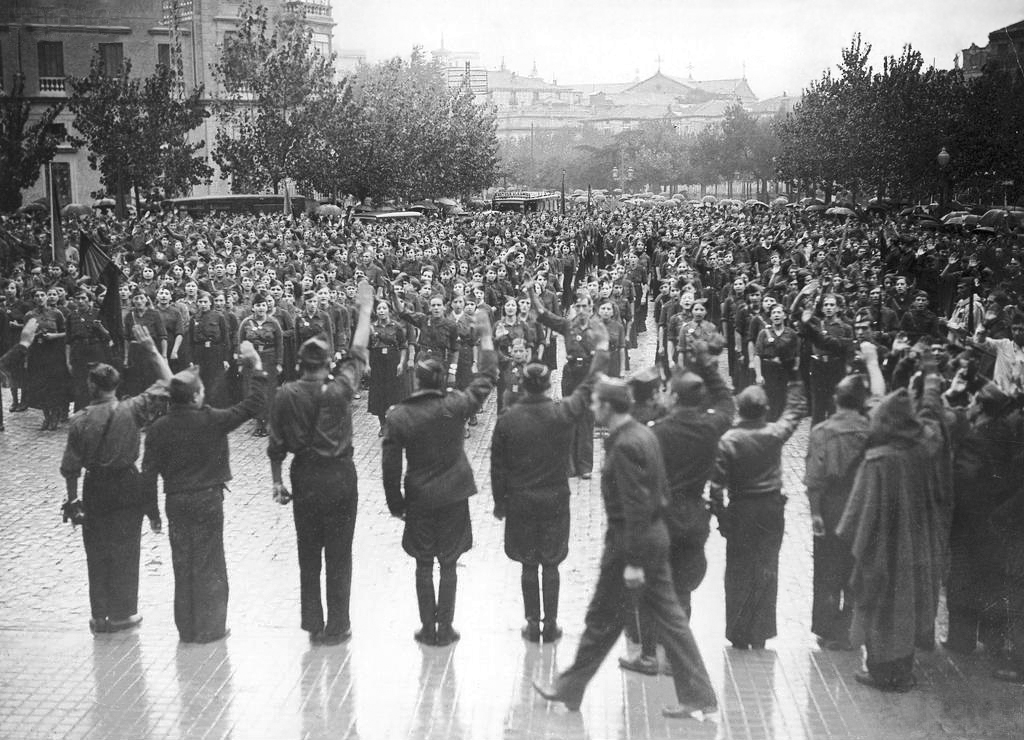
Milícias da Falange em Zaragoza, outubro de 1936.

As tensões internas sobre o esboço do programa político continuaram. A luta pelo poder entre Ramiro Ledesma, que adotou uma visão radical e anticapitalista; e José Antonio Primo de Rivera, que tinha uma visão mais conservadora e aristocrática, acabou levando à expulsão de Ledesma em Janeiro de 1935.
O partido era republicano, modernista, defendia as classes mais baixas e opunha-se à oligarquia e ao comunismo, mas nunca atraiu o tipo de seguidores populares demonstrados pelos movimentos fascistas em outras partes da Europa. Por estas razões, a Falange foi evitada por outros partidos de direita na eleição geral Espanhola de 1936, onde recebeu apenas 0,7% dos votos e não ganhou um único assento nas Cortes. Só ultrapassou um por cento dos votos em cinco províncias, com melhor desempenho nas províncias de Valladolid e Cádis, onde recebeu entre 4% e 5%. Tendo provavelmente nunca ultrapassado dez mil membros no início da década de 1930, a Falange perdeu adeptos no período que antecedeu a Guerra Civil Espanhola, deixando um núcleo de jovens ativistas dedicados, muitos na organização estudantil da organização, o Sindicato Español Universitario [es].
Após as eleições, o governo da Frente Popular de esquerda perseguiu a Falange e prendeu José António Primo de Rivera em 6 de Julho de 1936. Por sua vez, a Falange aderiu à conspiração para derrubar a Segunda República Espanhola, apoiando a revolta militar liderada por Francisco Franco e continuando a fazê-lo durante a Guerra Civil Espanhola que se seguiu.

### Guerra Civil Espanhola

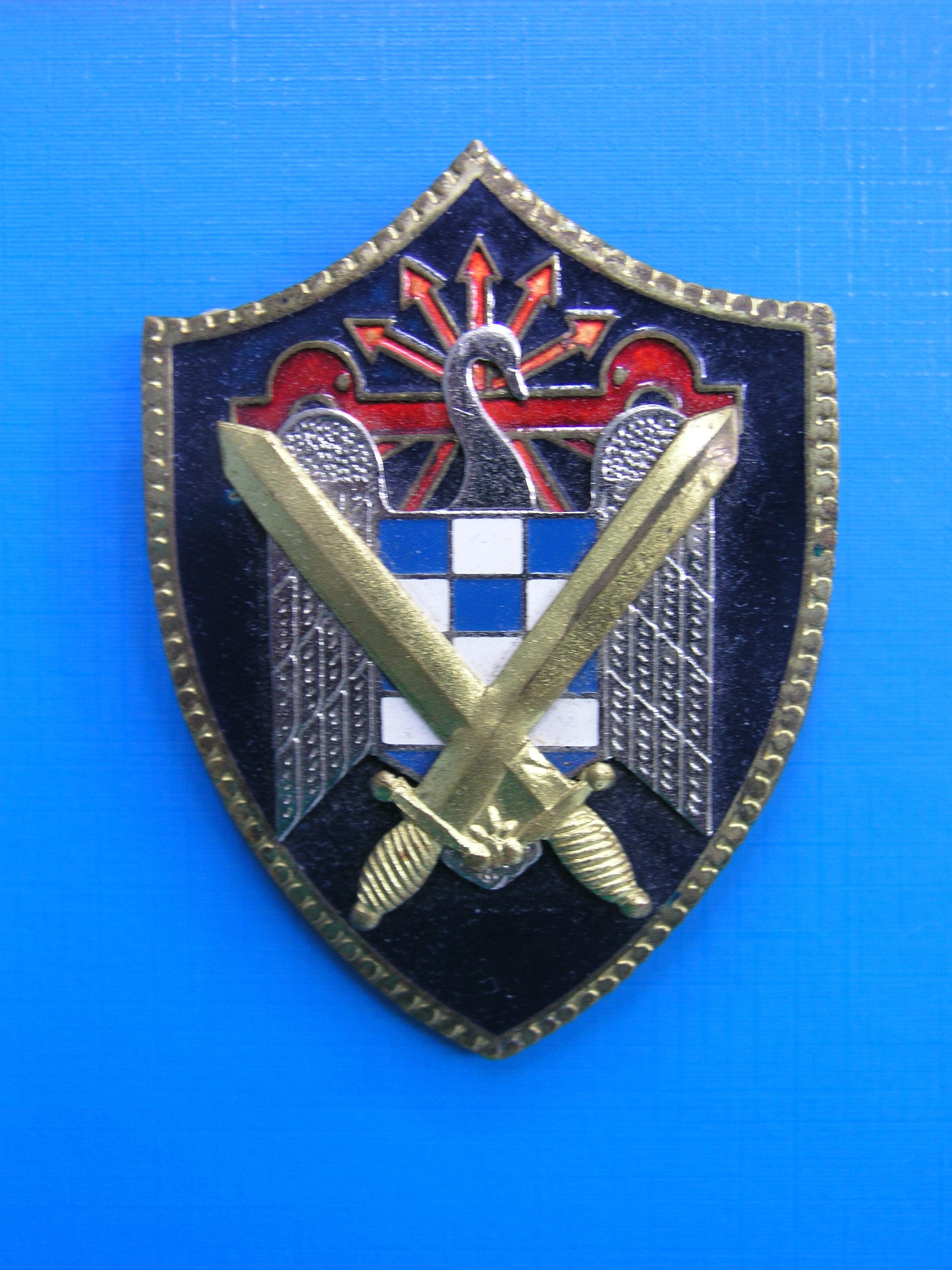
O cisne, símbolo de Ximenez de Cisneros, também símbolo da Frente de Juventudes

Com a erupção da Guerra Civil Espanhola em Julho de 1936, a Falange lutou na Facção Nacionalista contra a Segunda República Espanhola. Expandindo-se rapidamente de vários milhares para várias centenas de milhares de membros, os membros masculinos da Falange eram acompanhados por uma auxiliar feminina, a Sección Femenina. Liderada pela irmã de José António Primo de Rivera [José António], Pilar, esta última organização subsidiária reivindicou mais de meio milhão de membros até o final da Guerra Civil e forneceu serviços de enfermagem e apoio para as forças Nacionalistas.
O comando do partido dependia de Manuel Hedilla, pois muitos dos líderes da primeira geração estavam mortos ou encarcerados pelos republicanos. Entre eles estava José António Primo de Rivera, que era um prisioneiro do Governo. Como resultado, ele foi referido entre os líderes como el Ausente, ("o Ausente"). Depois de ser condenado à morte em 18 de Novembro de 1936, Primo de Rivera foi executado em 20 de Novembro de 1936, em uma prisão republicana, dando-lhe o estatuto de mártir entre os falangistas. Esta condenação e sentença foi possível porque ele perdeu sua imunidade parlamentar depois que seu partido não teve votos suficientes durante as últimas eleições.
Franco uniu sob o seu comando a Falange com a Carlista Comunión Tradicionalista, formando a Falange Española Tradicionalista y de las Juntas de Ofensiva Nacional Sindicalista (FET y de las JONS), cuja ideologia oficial era a dos 27 puntos dos Falangistas - reduzida após a unificação para 26. Apesar disso, o partido era, de fato, uma ampla coligação nacionalista, controlada de perto por Franco. Partes da Falange original (incluindo Hedilla) e muitas Carlistas não se juntaram ao partido unificado. Franco tinha procurado controlar a Falange depois de um confronto entre Hedilla e seus principais críticos dentro do grupo, os legitimistas de Agustín Aznar e Sancho Dávila e Fernández de Celis, que ameaçaram inviabilizar o esforço de guerra Nacionalista.
Nenhum dos partidos vencidos na guerra sofreu tantas mortes entre seus líderes quanto a Falange. Sessenta por cento dos membros falangistas perderam as suas vidas na guerra.
No entanto, a maior parte da propriedade de todas as outras partes e sindicatos foi atribuída ao partido. Em 1938, todos os sindicatos foram unificados sob o comando Falangista.

## Símbolos
- Jugo e flechas, o símbolo dos Monárcas Católicos.
- "Cara al Sol", ("Virado para o sol"), o seu hino.
- Uma bandeira com riscas verticais vermelhas, pretas e vermelhas..
- O cisne, símbolo de Ximenez de Cisneros (como símbolo da Frente de Juventudes)